# Ukřižovaná
Ukřižovaná je povídka Jakuba Arbese, která patří mezi romaneta. Vycházela roku 1876 v časopise Lumír.
Dílo má složitou kompozici, ale díky autorově schopnosti vyvážit práci s napětím a díky nenásilnému zdůrazňování některých zásadních momentů, se čtenář v ději neztratí. Děj je sice spletitý, avšak zápletka obsahuje řadu zajímavých detailů a spojitostí, které jsou převyprávěním upozaděny.  

## Hlavní postavy
- Student – vypravěč
- Voják – hlavní postava části dějových pasáží
- Páter Schneider – klíčová osoba pro pochopení celého díla, vytvořen na základě Arbesova učitele, filosofa a kněze Franze Schneidera
- Židovka Rút

## Děj
Příběh vypravuje asi třicetiletý student, studující v Praze nejrůznější vědy, zejména pak přírodní. Na konci romaneta se dozvídáme, že je rok 1866, ale děj začíná v roce 1856, kdy se na reálném gymnáziu potkávají dva studenti (jeden z nich je vypravěč) a spřátelí se. Jejich společná studia však netrvají příliš dlouho. Vypravěčův přítel trpí nevysvětlitelnými přízraky, kvůli kterým musí studií zanechat. 
Po zhruba deseti letech se přátelé opět setkávají. Zatímco student, který celý příběh vypravuje, je stále v pozici studenta, bývalý student se zde objevuje v roli příslušníka rakousko-uherské armády, který byl do Prahy přidělen na místo vojenského úředníka. Oba muži prohloubí své přátelství. Tráví spolu hodně času, který věnují studiu. Postupně se vojenský úředník kamarádovi svěřuje o domnělých příčinách svých přízraků. V díle je líčeno několik situací, kdy k přízrakům dochází. V těchto momentech je čtenář zaujat dramatičností situace a s napětím očekává, co se stane. K rozklíčování celé zápletky dojde až po představení několika příběhů, které jsou však natolik propleteny, že na konci díla dávají smysluplný celek. Klíčem k celé záhadě je postava ředitele gymnázia – pátera Schneidera. Pro pochopení celého děje jsou důležité také některé vojenské události 19. století na našem území. Student, který trpí přízraky, byl nemanželským synem velitele pražských vojáků. Z matčiny strany byl chlapec sirotek. V roce 1848 došlo v Praze k povstání. Chlapcův otec musel do boje, kde padl. Mezitím byl mladý
chlapec ukryt v loretánské kapli, kde se setkal s páterem Schneidrem, tehdy ještě neznámým mužem. Páter mu vypravoval příběh, jak v době povstání v roce 1845 v Haliči ukřižovali sedláci jednu krásnou Židovku, kterou však Schneider zachránil před smrtí. Situace pražského povstání byla velmi vypjatá, nebe zaplavovala záře zapálených mlýnic, což dělalo z kaple přímo magický prostor. V té chvíli viděl chlapec na kříži přízrak, který připomínal postavu ukřižované dívky. Utekl z kaple, ale klidu nedošel, protože nalezl svého zabitého otce. Sirotek byl vychováván
pěstouny, od kterých se postupně vypracoval na studia do Prahy. Zde se po osmi letech setkává opět se Schneidrem. Není si jist, odkud osobu zná, ale má z pátera nevýslovný strach a při jednom velmi bouřlivém odpoledni chytne mladíka další panický záchvat, při němž vidí pátera jako příšeru, která se po něm sápe. Tento výjev se opakuje v následujících dnech ještě jednou, načež mladík z Prahy odjíždí na léčení k tetě na Šumavu. Mezitím páter Schneider zemře a když se mladík vrátil opět do Prahy, nyní už jako voják, nachází spolu se svým znovu nalezeným přítelem jen Schneiderův hrob. Když se rozhodne příteli vypravovat příčinu svých přízraků, dojde k dalšímu záchvatu a voják utíká ze hřbitova pryč. V následujících dnech se zotaví a
přátelé dál pokračují ve studiích. Ta jsou opět přerušena, tentokrát prusko-rakouskou válkou v roce 1866. Voják musí nastoupit službu, a protože si je jist, že se z vojny nevrátí, rozhodne se objasnit příteli celý příběh o své minulosti. Dosud totiž starší student nevěděl, že voják Schneidra znal z minulosti ani o podivných okolnostech, za jakých se oba muži potkali. Voják odjíždí na frontu s přáním, aby byly jeho orgány předány do rukou vědeckých lékařů, zejména pak jeho oči a mozek, protože se domnívá, že jeho přízraky jsou způsobeny nějakou neznámou chorobou, či vadou. S tímto a se slibem, že bude voják přítelovi z fronty psát, se oba loučí. Prostřednictvím dopisů se rozehrává další příběh, v němž se voják opět vrací k událostem z haličského povstání. Náhodně se mu podaří najít kdysi ukřižovanou Židovku, ale je již mrtvá. Shodou dalších okolností najde i muže, který se na ní dopustil zmiňované ukrutnosti a zabije ho. 
Vojákův život končí paradoxně v loretánské kapli, kde těsně před svou smrtí uvidí naposledy svůj přízrak ukřižované. Jak se čtenář dozvídá prostřednictvím kostelníka kaple, v níž se naposledy shledá student a voják, žena ztvárněna na krucifixu v kapli se jmenuje svatá Starosta a svatou se stala poté, co ji nechal její otec ukřižovat pro její víru v Boha. 

## Filmové adaptace
Ukřižovaná (1921) - němý film Borise Orlického podle romaneta Jakuba Arbese, v hlavních rolích s Karlem Lamačem a Natašou Cygankovou.